# Saburō Moroi
Saburō Moroi (諸井三郎 Moroi Saburō); Tokyo, 7 août 1903 — 24 mars 1977) est un compositeur japonais.

## Biographie
Moroi grandit dans une famille d'industriels. Son père, Moroi Tsunehei, est le fondateur de la Chichibu Cement Company Limited, plus tard dirigée par son frère Kan'ichi Moroi.
Moroi étudie à l'université impériale de Tokyo où il prend des cours de piano auprès de Willy Bardas et Leonid Kochanski. Avec des amis, Moroi Saburō fonde en 1930 le groupe « Surya », dédié à l'exécution des travaux de jeunes compositeurs contemporains. Le groupe est rejoint par de jeunes écrivains comme Tetsutarō Kawakami, Hideo Kobayashi, Chūya Nakahara, Tatsuji Miyoshi, Hidemi Kon, Shōhei Ōoka et Kenzō Nakajima.
Il vit en Allemagne de 1932 à 1934 pour étudier la composition à l'école supérieure de musique de Berlin auprès de Leo Schrattenholz, Max Trapp et Walter Gmeindl. Il a par la suite affirmé que sa vie créatrice a véritablement commencé à partir de son séjour à Berlin. De retour au Japon en 1934, il construit une carrière couronnée de succès dans les années suivantes.
Peu de temps après avoir terminé sa Symphonie no 3 en 1944, il est appelé par l'armée japonaise à servir dans la Guerre du Pacifique. À la suite de la reddition du pays il se consacre à l'enseignement et l'écriture de livres sur la théorie musicale, composant seulement huit œuvres dans les trois décennies suivantes, dont deux symphonies. Dans ses dernières œuvres, il se tourne vers le dodécaphonisme.
Moroi Saburō joue un rôle essentiel dans la réorganisation de l'enseignement de la musique au Japon. De 1965 à 1976, il est directeur de l'Orchestre municipal de Tokyo, puis chef du département de musique de l'université de Kawasaki. Il a composé cinq symphonies et une sinfonietta, un concerto pour piano et un concerto pour violoncelle, de la musique de chambre et des lieder.
Parmi les élèves de Moroi se trouvent Ikuma Dan, Toshiharu Ichikawa (市川都志春), Yoshirō Irino, Kunio Toda (戸田邦雄), Minao Shibata (柴田南雄), Sōkichi Ozaki (尾崎宗吉), Akio Yashiro et Chūji Kinoshita (木下忠司). Son fils Makoto Moroi est également compositeur.

## Œuvres

### Orchestrales
- Fragments symphoniques (交響的断章 Kōkyōteki danshō) (1928); anciennement op. 19
- Symphonie no 1 en do mineur, op. 8 (1933)
- Symphonie no 2, op. 16 (1937–1938)
- Ode à l'armée impériale (皇軍頌歌 Kōgun shōka), poème symphonique (1942)

3. Banri no soto (萬里の外)
- Deux mouvements symphoniques (交響的二楽章 Kōkyōteki ni gakushō), op. 22 (1942)
- L'amiral, tué au combat (提督戦死 Teitoku senshi), poème symphonique (1943)
- Praise the Dawn (黎明を讃ふ Reimei wo tatau), Symphonic Fantasy en do majeur (1943)
- Sinfonietta pour enfants (en) (こどものための小交響曲 Kodomo no tame no shō-kōkyōkyoku) en si bémol majeur, op. 24 (1943)
- Symphonie no 3, op. 25 (1943–1944)
- Ovation on Toward Victory (勝利への歓呼 Shōri e no kanko), Ouverture (1944)
- Symphonie no 4, op. 27 (1951)
- Symphonie no 5 Academic Festival Symphony (大学祝典交響曲 Daigaku shukuten kōkyōkyoku), op. 29 (1970)

### Concertantes
- Concerto en do dièse mineur pour piano et orchestre (1927); anciennement op. 6
- Concerto no 1 pour piano et orchestre, op. 7 (1933)
- Concerto pour violoncelle et orchestre, op. 12 (1936)
- Concerto pour basson et orchestre, op. 14 (1937); perdu
- Concerto pour violon et orchestre, op. 18 (1939)
- Allegro (アレグロ) pour piano et orchestre, op. 26 (1947)
- Concerto no 2 pour piano et orchestre, op. 31 (1977)

### Musique de chambre
- Sonate no 1 pour violoncelle et piano (1927)
- Trio pour piano en si mineur (1927)
- Sonate no 1 pour violon et piano (1927)
- Sonate no 2 pour violoncelle et piano (1928)
- Sonate no 3 pour violoncelle et piano (1929)
- Sonate no 2 pour violon et piano (1929)
- Quintette avec piano (1930)
- Quatuor à cordes, op. 6 (1933)
- Quatuor avec piano, op. 9 (1934)
- Sonate pour alto et piano, op. 11 (1935)
- Trio pour violoncelle, viole de gambe et clavecin, op. 13 (1936)
- Sonate pour flûte et piano, op. 15 (1937)
- Sextuor à cordes, op. 17 (1939)
- Trio à cordes, op. 19 (1939)
- Sonate pour cor et piano, op. 32 (1977)

### Piano
Moroi a composé un total de dix sonates pour piano : trois premières sonates, cinq sonates numérotées écrites entre 1927 et 1931, et une deuxième série de deux sonates numérotées avec numéros d'opus écrites en 1933 et 1939.
- Sonate (1920)
- Sonate (1922)
- Sonate en ré mineur (1923)
- Sonate no 1 en ré majeur (1927)
- Sonate no 2 en la bémol mineur (1927)
- Sonate no 3 (1928)
- Sonate no 4 (1929)
- Prélude (前奏曲 Zensōkyoku) (1930)
- Sonate no 5 (1931)
- Sonate no 1, op. 5 (1933)
- Sonate no 2, op. 20 (1939)
- Suite pour Piano (ピアノのための組曲 Piano no tame no kumikyoku) (1942)
- Preludio et Allegro giocoso (前奏曲とアレグロ・ジョコーソ) (1971)

### Chorales
- Prayer for Peace (平和の祈り Heiwa no inori), Cantate (1950)
- A Visit of the Sun (太陽のおとずれ Taiyō no otozure), Fantasy-Oratorio pour baryton, chœur de femmes et orchestre, op. 28 (1968)

### Vocales
- Kokyoku (小曲) pour voix et piano (1926); paroles d'Atsuo Ōki (大木惇夫)
- The Boy (少年 Shōnen) pour voix et piano (1926); paroles de Tatsuji Miyoshi
- Wind, Light, Leaves (風、光、木の葉 Kaze, hikari, konoha) pour voix et piano (1926); paroles d'Atsuo Ōki (大木惇夫)
- Gingko Tree (公孫樹 Ichō) pour voix et piano (1927); paroles de Shigeo Inoue (井上思外雄)
- The Deathbed (臨終 Rinjū) pour voix et piano (1928); paroles de Chūya Nakahara
- Morning Song (朝の歌 Asa no uta) pour voix et piano (1928); paroles de Chūya Nakahara
- Munashiki aki (空しき秋) pour voix et piano (1929); paroles de Chūya Nakahara
- The Pram (乳母車 Ubaguruma) pour voix et piano (1931); paroles de Tatsuji Miyoshi
- Two Songs (2つの歌曲 Futatsu no kakyoku) pour soprano et orchestre, op. 10 (1935); paroles de Chūya Nakahara
  1. Spring and Baby (春と赤ん坊 Haru to akanbō)
  2. My Sister (妹よ Imo yo)
- Tōki yama miyu (遠き山見ゆ) pour voix et piano, op. 33 (1977); paroles de Tatsuji Miyoshi

## Sources
- Morihide Katayama, notes discographique de l'édition Naxos de la Symphonie no 3, des deux mouvements symphoniques et de la Sinfonietta.